# Riding on a Rainbow

Riding On a Rainbow est un album des Rubettes paru en mai 1992. Si à l'époque, l'équipe se compose d'Alan Williams, Bill Hurd, Alex Bines et Trevor Holliday, des anciens membres comme Mick Clarke (de retour en 1993) et John Richardson (de retour en 1999) sont invités à jouer sur le titre Oh So Lonely. Une majorité de chansons sont composées par Alan Williams dont certaines avec l'aide de John Richardson. Last Time Around est interprété en duo avec la chanteuse Lyn Clare.

## Pistes
01. Here We Are (Alan Williams) - 4:24
02. So Underhanded (John Richardson, Alan Williams) - 3:50
03. Please Stay (Burt Bacharach, Bob Hilliard) - 5:35
04. I Want Your Love (Alan Williams) - 4:05
05. Last Time Around (John Richardson, Alan Williams) - 5:19
06. Oh So Lonely (Alan Williams) - 2:22
07. Photograph  (Alan Williams) - 4:24
08. I Never Knew (John Richardson, Alan Williams) - 4:10
09. Sweet Soul Medley (Live) - 13:05
- 1) Sweet Soul Music (Sam Cooke, Arthur Conley, Otis Redding)
- 2) In the Midnight Hour (Steve Cropper, Wilson Pickett)
- 3) Soul Man (Isaac Hayes, David Porter)
- 4) Hold On, I'm Comin' (Isaac Hayes, David Porter)
- 5) 634-5789 (Soulsville, U.S.A.) (Eddie Floyd, Steve Cropper)
- 6) When a Man Loves a Woman (Calvin Lewis, Andrew Wright)
- 7) My Girl (Smokey Robinson, Ronald White)
- 8) Respect (Otis Redding)
- 9) Uptight (Everything's Alright) (Stevie Wonder, Sylvia Moy, Henry Crosby)
- 10) Knock on Wood (Eddie Floyd, Steve Cropper)
- 11) Time Is Tight (Booker T Jones, Al Jackson Jr, Donald "Duck" Dunn, Steve Cropper)
- 12) Sweet Soul Music (Sam Cooke, Arthur Conley, Otis Redding)

Label : DICE RECORDS
Réf. : RUB CD 1

## Singles
1. "I Never Knew"
2. "Oh So Lonely" 

## Musiciens
- Alan Williams - Chant, guitares
- Bill Hurd - Chant, Claviers
- Alex Bines - batterie
- Trevor Holliday - basse
- Musiciens et choristes invités :  Lyn Clare, Dave Cooke, Joe Gillingham, Jeff Daly, Nick Coler, Richard Bull, Antony Miles, Steve Curtis, Mick Clarke et John Richardson

## Production
- Production -  Alan Williams pour Dice Records
- Ingénieur - Nigel Broad, Mark Bradley, Ian Richardson and Richard Bull
- Pistes 1-8 - Enregistrées et mixées à The Village Recorders, Dagenham Village, Essex (Royaume Uni); Piste 9: enregistrée live in Germany
- Photographie - Top Hat Studios
- Pochette & concept artistique - Dean Barnett (copyright Alan Williams Entertainments Ltd)
- Finition artistique - Geoff Hart
- Typographie - GHA Design
- Aide à la production - Tony Atkins, Rainer Hass